# Spostamento verso il rosso
Lo spostamento verso il rosso (chiamato anche effetto batocromo o, in inglese, redshift) è il fenomeno per cui la luce o un'altra radiazione elettromagnetica emessa da un oggetto in allontanamento ha una lunghezza d'onda maggiore rispetto a quella che aveva all'emissione. Ciò equivale a dire che nel caso della luce il colore va nella direzione dove è il rosso, l'estremo inferiore dello spettro del visibile. In generale, che la radiazione elettromagnetica sia visibile o meno, un redshift significa un aumento della lunghezza d'onda, equivalente a una diminuzione della frequenza o a una minore energia dei fotoni.
Il fenomeno è un esempio dell'effetto Doppler. Esso non riguarda solo le onde elettromagnetiche, ma le onde in generale. Infatti fu studiato inizialmente con le onde sonore: il fenomeno in tal caso si manifesta nel cambiamento apparente di tono delle sirene e della frequenza delle onde sonore emesse da veicoli in movimento. Il redshift dovuto all'effetto Doppler nelle onde elettromagnetiche si verifica ogni qualvolta una sorgente di luce si allontana da un osservatore (o equivalentemente, essendo il moto relativo, quando l'osservatore si allontana dalla sorgente). Esiste un altro tipo di redshift che è cosmologico, dovuto all'espansione dell'universo: sorgenti di luce sufficientemente lontane (generalmente qualche milione di anni luce) mostrano uno spostamento verso il rosso corrispondente alla rapidità con cui cresce la loro distanza dalla Terra. In questo caso l'effetto di spostamento verso il rosso non è imputabile al moto proprio della sorgente rispetto all'osservatore, ragion per cui il fenomeno non può essere descitto usando le formule ricavate per l'effetto Doppler relativistico che coinvolgono la velocità v di allontanamento.  Per sorgenti che hanno emesso la loro luce in epoche remote la velocità di recessione che ne deriva può infatti superare la velocità della luce. Il redshift gravitazionale è invece un effetto relativistico che si osserva quando una radiazione elettromagnetica si allontana da un campo gravitazionale.
Al contrario si ha il cosiddetto spostamento verso il blu (o blueshift) quando la lunghezza d'onda diminuisce e si verifica quando una sorgente di luce si muove verso un osservatore o quando la radiazione elettromagnetica entra in un campo gravitazionale.

Spostamento verso il rosso e spostamento verso il blu

Le conoscenze concernenti questi due fenomeni sono state sfruttate per la realizzazione di dispositivi tecnologici come gli autovelox o il radar doppler.
Inoltre si possono osservare spostamenti verso il rosso nell'osservazione spettroscopica di oggetti astronomici. Il valore dello spostamento è rappresentato dalla lettera {\displaystyle z}.
Una formula ottenuta dalla relatività ristretta (e la sua approssimazione classica) può essere utilizzata per ricavare lo spostamento verso il rosso di un oggetto vicino quando lo spazio-tempo è piatto. Tuttavia, in molti contesti, come nel caso dei buchi neri e della cosmologia del Big Bang, gli effetti del fenomeno devono essere calcolati attraverso la relatività generale. Alla base della comprensione dello spostamento verso il rosso relativistico, cosmologico e gravitazionale ci sono le leggi di trasformazione dei sistemi di riferimento.
Esistono altri fenomeni fisici che possono provocare variazione nella frequenza di radiazioni elettromagnetiche, come l'effetto Compton, l'effetto Raman, lo scattering Brillouin o altri effetti dovuti all'interazione tra onde elettromagnetiche e materia; questi fenomeni sono ben distinguibili dallo spostamento verso il rosso e non vengono indicati con tale nome.

## Storia
La storia del fenomeno ebbe inizio durante lo sviluppo, nel XIX secolo, della teoria delle onde meccaniche e dei fenomeni associati all'effetto Doppler. Tale effetto prende il nome da Christian Doppler, che per primo offrì una spiegazione del fenomeno nel 1842. Le sue ipotesi furono verificate nel 1845, per le onde sonore, dallo scienziato olandese Christophorus Buys Ballot. Doppler predisse correttamente che il fenomeno si dovesse applicare a tutti i tipi di onde, suggerendo in particolare che i colori variabili delle stelle potessero essere attribuiti al loro moto rispetto alla Terra. Prima che ciò potesse essere verificato, si scoprì che il colore delle stelle era dovuto principalmente alla loro temperatura. Solo più tardi ci furono le prime osservazioni e verifiche del redshift.
Il primo redshift Doppler fu descritto dal fisico francese Hippolyte Fizeau nel 1848, il quale mostrò che il cambiamento nelle linee spettrali di alcune stelle fosse dovuto per l'appunto all'effetto Doppler; tale effetto viene a volte chiamato "effetto Doppler-Fizeau". Nel 1868, l'astronomo inglese William Huggins fu il primo a determinare, attraverso tale metodo, la velocità di allontanamento di una stella dalla Terra. Nel 1871 il redshift ottico fu confermato quando si osservò il fenomeno nelle linee di Fraunhofer utilizzando la rotazione solare, con uno spostamento di circa 0,01 nm (3,9×10−10 in) verso il rosso. Nel 1887, Vogel and Scheiner scoprirono l'effetto Doppler annuale, ossia il cambiamento annuale nello spostamento Doppler di stelle situate vicino all'eclittica dovuta alla velocità orbitale della Terra. Nel 1901, Aristarkh Belopolsky verificò sperimentalmente il redshift ottico in laboratorio utilizzando un sistema di specchi rotanti.
Nel 1912 Vesto Slipher cominciò delle osservazioni che lo condussero a scoprire che molte galassie a spirale presentano un redshift considerevole. Fu infine Edwin Hubble a scoprire una relazione approssimata tra il redshift di tali galassie e la distanza fra loro formulando l'eponima legge di Hubble.. Tutto ciò fu corroborato nel 1922 dal lavoro di Alexander Friedmann, in cui ricavò le equazioni di Friedmann-Lemaître, che tutt'oggi sono considerate una prova evidente dell'espansione dell'universo e della teoria del Big Bang.

La prima misura dell'effetto Doppler all'ordine {\displaystyle {\frac {v^{2}}{c^{2}}}} (ossia esclusivamente relativistico) fu compiuta da Ives e Stilwell nel 1938. Essi misurarono le lunghezze d'onda della radiazione di fluorescenza emessa da un fascio di ioni di idrogeno molecolare nella direzione del moto e in quella opposta. La media tra le due lunghezze d'onda è spostata verso il rosso rispetto alla lunghezza d'onda della radiazione emessa dagli ioni a riposo. I risultati dell'esperimento di Ives e Stilwell risultarono in accordo con le predizioni relativistiche con un'accuratezza del 3%. Una misura più recente dello spostamento Doppler del secondo ordine ha verificato la teoria con un'accuratezza di 4 parti su 100000.

## Misure, definizione matematica e interpretazione

Linee nello spettro ottico di un ammasso di galassie distanti (a destra), paragonato alle linee di assorbimento dello spettro ottico del Sole (a sinistra). La lunghezza d'onda aumenta verso il rosso (e la frequenza diminuisce).

Lo spettro della luce proveniente da una singola sorgente può essere misurato. Per determinare il redshift si cercano alcune caratteristiche nello spettro come le linee di assorbimento o le linee di emissione. Tali linee caratteristiche possono essere paragonate con altre note nello spettro di elementi studiati sulla terra o su sorgenti note. Un elemento atomico molto diffuso nell'universo è l'idrogeno. Nella figura a fianco, a sinistra è mostrato lo spettro nel visibile (dal rosso al violetto) del Sole; le righe nere sono le linee di assorbimento dell'idrogeno. Nella stessa figura, a destra vi è, nello stesso intervallo di frequenze, lo spettro di una sorgente lontana costituita da un ammasso di galassie. Le linee di assorbimento sono spaziate in maniera simile ed è facile identificare come le varie linee si siano spostate verso il rosso (le frecce identificano le corrispondenze). Chiaramente per poter determinare il redshift di un oggetto è necessario fare un'analisi spettrale in un opportunamente ampio intervallo di frequenze (o equivalentemente di lunghezze d'onda) e identificare le linee spettrali.
Il redshift e il blueshift possono essere caratterizzati dalla differenza relativa tra la lunghezza d'onda (o la frequenza) osservata ed emessa da un oggetto. In astronomia è consuetudine fare riferimento a questo cambiamento attraverso una grandezza adimensionale, {\displaystyle z}. Se {\displaystyle \lambda } rappresenta la lunghezza d'onda e {\displaystyle \nu } la frequenza (si noti che {\displaystyle \lambda \nu =c} dove {\displaystyle c} è la velocità della luce) allora {\displaystyle z} è definito dalle equazioni:
| Basato sulla lunghezza d'onda                                                                                          | Basato sulla frequenza                                                                                        |
| --- | --- |
| {\displaystyle z={\frac {\lambda _{\mathrm {osservata} }-\lambda _{\mathrm {emessa} }}{\lambda _{\mathrm {emessa} }}}} | {\displaystyle z={\frac {\nu _{\mathrm {emessa} }-\nu _{\mathrm {osservata} }}{\nu _{\mathrm {osservata} }}}} |
| {\displaystyle 1+z={\frac {\lambda _{\mathrm {osservata} }}{\lambda _{\mathrm {emessa} }}}}                            | {\displaystyle 1+z={\frac {\nu _{\mathrm {emessa} }}{\nu _{\mathrm {osservata} }}}}                           |

In seguito alla misurazione di {\displaystyle z} la distinzione tra blueshift e redshift è determinata esclusivamente dal segno di {\displaystyle z} stesso. Per esempio un effetto Doppler di blueshift ({\displaystyle z<0}) è associato ad oggetti che si avvicinano all'osservatore con la luce che aumenta la sua energia. Al contrario, un effetto Doppler di redshift ({\displaystyle z>0}) è associato ad un oggetto che si allontana dall'osservatore con la luce che diminuisce la propria energia. Similmente un redshift gravitazionale è associato alla luce emessa da una sorgente situata in un campo gravitazionale più intenso (per esempio una stella di neutroni) quando la si osserva da un campo gravitazionale più debole (per esempio la Terra), mentre ovviamente il blueshift gravitazionale è prodotto dalla situazione opposta, cioè la emissione di onde elettromagnetiche in un campo gravitazionale più debole e l'osservazione in un campo gravitazionale più grande.

## Origine dello spostamento e formule
Lo spostamento verso il rosso della luce emessa da una sorgente, come già discusso, può, secondo i modelli attuali della fisica, essere causato da tre fenomeni:
1. L'effetto Doppler dovuto all'allontanamento della sorgente
2. L'espansione dell'Universo, la quale crea nuovo spazio tra sorgente ed osservatore, aumentando la lunghezza d'onda
3. Effetti gravitazionali di corpi massicci, come quasar e buchi neri

Secondo un modello alternativo lo spostamento verso il rosso degli spettri delle galassie lontane si può spiegare con l'effetto Compton e il bremsstrahlung.
Nella relatività generale si possono ricavare diverse formule importanti inerenti al redshift per alcune geometrie particolari dello spazio tempo, come sintetizzato nella tabella sotto. In tutti i casi il modulo dello spostamento (il valore di {\displaystyle z}) non dipende dalla lunghezza d'onda.
| Tipologia di redshift   | Geometria                                                                  | Formula |
| ----------------------- | -------------------------------------------------------------------------- | --- |
| Doppler relativistico   | Spazio-tempo di Minkowski (spazio-tempo piatto)                            | {\displaystyle 1+z=\gamma \left(1+{\frac {v_{\parallel }}{c}}\right)} {\displaystyle z\approx {\frac {v_{\parallel }}{c}}} per {\displaystyle v} piccole {\displaystyle 1+z={\sqrt {\frac {1+{\frac {v}{c}}}{1-{\frac {v}{c}}}}}} per moti diretti radialmente. {\displaystyle 1+z={\frac {1}{\sqrt {1-{\frac {v^{2}}{c^{2}}}}}}} per moti in direzione ortogonale. |
| Redshift cosmologico    | spazio-tempo FLRW                                                          | {\displaystyle 1+z={\frac {a_{\mathrm {adesso} }}{a_{\mathrm {prima} }}}} |
| Redshift gravitazionale | qualsiasi spazio-tempo stazionario (e.g. lo Spazio-tempo di Schwarzschild) | {\displaystyle 1+z={\sqrt {\frac {g_{tt}({\text{ricevitore}})}{g_{tt}({\text{sorgente}})}}}} (per lo spazio-tempo di Schwarzschild, {\displaystyle 1+z={\sqrt {\frac {1-{\frac {2GM}{c^{2}r_{\text{ricevitore}}}}}{1-{\frac {2GM}{c^{2}r_{\text{sorgente}}}}}}}})                                                                                                   |

### Effetto Doppler

Effetto Doppler; dal giallo (~575 nm) la palla appare più verde (spostamento verso il blu a ~565 nm) mentre si avvicina all'osservatore, diventa arancione (spostamento verso il rosso a ~585 nm) una volta passata, e torna gialla una volta ferma. Per osservare tali cambiamenti l'oggetto dovrebbe viaggiare approssimativamente a una velocità di 5200 km/s, o circa 75 volte più veloce rispetto alla velocità record della sonda spaziale più veloce fatta dall'uomo.

Come già descritto in precedenza, se una sorgente si muove verso un osservatore si verifica uno spostamento verso il blu, mentre se si allontana si è in presenza di un redshift. Tale fenomeno, valido per tutte le onde elettromagnetiche, viene spiegato grazie all'effetto Doppler, ragion per cui viene chiamato effetto Doppler relativistico.
Se l'osservatore si allontana dalla sorgente con velocità {\displaystyle v} tale che {\displaystyle v\ll c} il redshift è dato da
{\displaystyle z\approx {\frac {v}{c}}}     (siccome {\displaystyle \gamma \approx 1})
dove {\displaystyle c} è la velocità della luce. Nell'effetto Doppler classico la frequenza della sorgente non è modificata a dispetto dell'apparente diminuzione della stessa.
Una trattazione più esauriente del redshift Doppler rende necessaria la considerazione di effetti relativistici connessi al moto di sorgenti con velocità prossime a quella della luce. In tal caso bisogna considerare infatti la dilatazione dei tempi della relatività ristretta e modificare la formula riportata sopra inserendo il fattore di Lorentz {\displaystyle \gamma } nella formula dell'effetto Doppler, ottenendo (unicamente per i moti lungo la congiungente)
{\displaystyle 1+z=\left(1+{\frac {v}{c}}\right)\gamma .}
Tale fenomeno fu osservato per la prima volta nel 1938 da Herbert E. Ives e G. R. Stilwell nel cosiddetto esperimento di Ives-Stilwell.
Si noti che il fattore di Lorentz dipende unicamente dal modulo della velocità, pertanto il redshift associato non dipende dall'orientazione delle sorgenti in movimento. Al contrario la parte classica della formula dipende dalla proiezione del moto della sorgente lungo la congiungente, il che porta a risultati diversi per orientazioni diverse. Se {\displaystyle \vartheta } è l'angolo tra la direzione del moto relativo e la direzione di emissione nel sistema di riferimento dell'osservatore, la forma completa dell'effetto Doppler relativistico è
{\displaystyle 1+z={\frac {1+v\cos(\vartheta )/c}{\sqrt {1-v^{2}/c^{2}}}}}
e per moti che si svolgono interamente lungo la congiungente ({\displaystyle \vartheta =0{\text{ rad}}}) l'equazione si riduce a
{\displaystyle 1+z={\sqrt {\frac {1+v/c}{1-v/c}}}}
Nel caso in cui {\displaystyle \vartheta ={\frac {\pi }{2}}} nel sistema di riferimento dell'osservatore, si ottiene il cosiddetto redshift trasversale
{\displaystyle 1+z={\frac {1}{\sqrt {1-v^{2}/c^{2}}}}}
Un tale spostamento verso il rosso si misura anche se l'oggetto non si allontana dall'osservatore. Inoltre, ogni qualvolta la sorgente sia in moto verso l'osservatore con una componente trasversale al moto allora ci sarà una certa velocità a cui la dilatazione del tempo cancellerà il blueshift previsto e a velocità più elevate la sorgente in avvicinamento si sposterà verso il rosso.

### Espansione dello spazio
Nella prima parte del XX secolo ci furono le prime misure di spostamenti sia verso il rosso che verso il blu prodotti da galassie situate oltre la Via Lattea effettuate da scienziati come Slipher, Hubble e molti altri. Una prima interpretazione associò tali fenomeni a moti casuali, ma più tardi Hubble scoprì una relazione approssimata tra l'aumento del redshift e l'aumento della distanza fra le galassie. Quasi subito i teorici si resero conto che tali osservazioni potevano essere spiegate da un meccanismo riscontrato in alcune soluzioni cosmologiche delle Equazioni di campo di Einstein della relatività generale. La legge di Hubble, che lega il redshift alla distanza, si rende necessaria in tutti i modelli che coinvolgono un'espansione metrica dello spazio. Come risultato, la lunghezza d'onda della luce che si propaga attraverso uno spazio in espansione si allunga, dando vita al redshift cosmologico.
Si fa distinzione tra un redshift che si verifica in un contesto cosmologico e quello locale prodotto per effetto Doppler da oggetti nelle vicinanze. Quello cosmologico, piuttosto che essere conseguenza delle velocità relative, le quali sono vincolate alle leggi della relatività ristretta, è conseguenza di una proprietà globale della metrica dello spazio-tempo in cui i fotoni si muovono. Un'interpretazione è che lo spazio stesso si espanda; come conseguenza, la distanza tra due galassie può presentare un aumento di oltre 3×108 m/s

#### Derivazione matematica
La descrizione matematica di tale effetto può essere ottenuta attraverso le equazioni della relatività generale riguardanti un universo isotropo e in espansione.
Per fare ciò si sfrutta l'equazione della geodetica per un'onda elettromagnetica
{\displaystyle ds^{2}=0=-c^{2}dt^{2}+{\frac {a^{2}dr^{2}}{1-kr^{2}}}}
dove
- {\displaystyle ds} è l'intervallo spazio-temporale
- {\displaystyle dt} è l'intervallo di tempo
- {\displaystyle dr} è l'intervallo spaziale
- {\displaystyle c} è la velocità della luce
- {\displaystyle a} è il fattore di scala cosmico dipendente dal tempo
- {\displaystyle k} è la curvatura per unità di area

Per un osservatore che guarda la cresta di un'onda di luce a una posizione {\displaystyle r=0} ad un tempo {\displaystyle t=t_{\mathrm {adesso} }}, tale cresta è stata emessa al tempo {\displaystyle t=t_{\mathrm {prima} }} nel passato e a una distanza {\displaystyle r=R}. Integrando su tutta la traiettoria percorsa dalla luce sia nello spazio che nel tempo otteniamo
{\displaystyle c\int _{t_{\mathrm {prima} }}^{t_{\mathrm {adesso} }}{\frac {dt}{a}}\;=\int _{R}^{0}{\frac {dr}{\sqrt {1-kr^{2}}}}\,.}
In generale la lunghezza d'onda della luce non è la stessa nelle due posizioni spazio-temporali considerate a causa dei cambiamenti nelle proprietà della metrica. All'emissione, l'onda aveva una lunghezza {\displaystyle \lambda _{\mathrm {prima} }}. La cresta successiva viene emessa ad un tempo
{\displaystyle t=t_{\mathrm {prima} }+{\frac {\lambda _{\mathrm {prima} }}{c}}\,.}
L'osservatore vede tale cresta di lunghezza d'onda {\displaystyle \lambda _{\mathrm {ora} }} arrivare a un tempo
{\displaystyle t=t_{\mathrm {ora} }+{\frac {\lambda _{\mathrm {ora} }}{c}}\,.}
Poiché la cresta successiva viene emessa sempre da {\displaystyle r=R} e viene osservata da {\displaystyle r=0}, si può scrivere
{\displaystyle c\int _{t_{\mathrm {prima} }+\lambda _{\mathrm {prima} }/c}^{t_{\mathrm {ora} }+\lambda _{\mathrm {ora} }/c}{\frac {dt}{a}}\;=\int _{R}^{0}{\frac {dr}{\sqrt {1-kr^{2}}}}\,.}
Il secondo membro delle due equazioni integrali sopra è identico, per cui
{\displaystyle c\int _{t_{\mathrm {prima} }+\lambda _{\mathrm {prima} }/c}^{t_{\mathrm {ora} }+\lambda _{\mathrm {ora} }/c}{\frac {dt}{a}}\;=c\int _{t_{\mathrm {prima} }}^{t_{\mathrm {ora} }}{\frac {dt}{a}}\,}
In seguito ad alcuni passaggi matematici
{\displaystyle {\begin{aligned}0&=\int _{t_{\mathrm {prima} }}^{t_{\mathrm {ora} }}{\frac {dt}{a}}-\int _{t_{\mathrm {prima} }+\lambda _{\mathrm {prima} }/c}^{t_{\mathrm {ora} }+\lambda _{\mathrm {ora} }/c}{\frac {dt}{a}}\\&=\int _{t_{\mathrm {prima} }}^{t_{\mathrm {prima} }+\lambda _{\mathrm {prima} }/c}{\frac {dt}{a}}+\int _{t_{\mathrm {prima} }+\lambda _{\mathrm {prima} }/c}^{t_{\mathrm {ora} }}{\frac {dt}{a}}-\int _{t_{\mathrm {prima} }+\lambda _{\mathrm {prima} }/c}^{t_{\mathrm {ora} }+\lambda _{\mathrm {ora} }/c}{\frac {dt}{a}}\\&=\int _{t_{\mathrm {prima} }}^{t_{\mathrm {prima} }+\lambda _{\mathrm {prima} }/c}{\frac {dt}{a}}-\left(\int _{t_{\mathrm {ora} }}^{t_{\mathrm {prima} }+\lambda _{\mathrm {prima} }/c}{\frac {dt}{a}}+\int _{t_{\mathrm {prima} }+\lambda _{\mathrm {prima} }/c}^{t_{\mathrm {ora} }+\lambda _{\mathrm {ora} }/c}{\frac {dt}{a}}\right)\\&=\int _{t_{\mathrm {prima} }}^{t_{\mathrm {prima} }+\lambda _{\mathrm {prima} }/c}{\frac {dt}{a}}-\int _{t_{\mathrm {ora} }}^{t_{\mathrm {ora} }+\lambda _{\mathrm {ora} }/c}{\frac {dt}{a}}\end{aligned}}}
Si trova che:
{\displaystyle \int _{t_{\mathrm {ora} }}^{t_{\mathrm {ora} }+\lambda _{\mathrm {ora} }/c}{\frac {dt}{a}}\;=\int _{t_{\mathrm {prima} }}^{t_{\mathrm {prima} }+\lambda _{\mathrm {prima} }/c}{\frac {dt}{a}}\,.}
Per variazioni del tempo molto piccole il fattore di scala è approssimativamente costante nel tempo, per cui si può portarlo fuori dagli integrali. Si ottiene quindi
{\displaystyle {\frac {t_{\mathrm {ora} }+\lambda _{\mathrm {ora} }/c}{a_{\mathrm {ora} }}}-{\frac {t_{\mathrm {ora} }}{a_{\mathrm {ora} }}}\;={\frac {t_{\mathrm {prima} }+\lambda _{\mathrm {prima} }/c}{a_{\mathrm {prima} }}}-{\frac {t_{\mathrm {prima} }}{a_{\mathrm {prima} }}}}
che può essere scritta come
{\displaystyle {\frac {\lambda _{\mathrm {ora} }}{\lambda _{\mathrm {prima} }}}={\frac {a_{\mathrm {ora} }}{a_{\mathrm {prima} }}}\,.}
Sfruttando la definizione di redshift data sopra si ottiene l'equazione
{\displaystyle 1+z={\frac {a_{\mathrm {ora} }}{a_{\mathrm {prima} }}}}
In un universo in espansione il fattore di scala cresce in maniera monotona con il tempo, per cui {\displaystyle z} è positivo e le galassie distanti sono spostate verso il rosso.
Utilizzando il modello dell'espansione dell'Universo si può collegare il redshift all'età di un oggetto osservato attraverso la cosiddetta relazione Redshift - Tempo cosmico. Sia {\displaystyle \Omega _{0}} il rapporto di densità
{\displaystyle \Omega _{0}={\frac {\rho }{\rho _{\text{critica}}}}\ ,}
con {\displaystyle \rho _{\text{critica}}} densità critica che segna la linea di demarcazione tra un Universo in espansione e uno che, alla fine, collasserà. Tale densità è di circa tre atomi di idrogeno per metro cubo. Per ampi redshift si trova che
{\displaystyle t(z)={\frac {2}{3H_{0}{\Omega _{0}}^{1/2}(1+z)^{3/2}}}\ ,}
dove {\displaystyle H_{0}} è l'odierna costante di Hubble e {\displaystyle z} è il redshift.

#### Distinzione tra effetti locali e cosmologici
Per redshift cosmologici di {\displaystyle z<0.01} ci si discosta molto dalla Legge di Hubble standard, a causa di spostamenti verso il rosso o verso il blu aggiuntivi dovuti all'effetto Doppler causato dai moti peculiari delle galassie relativamente alle altre.
Il redshift delle galassie include sia una componente dovuta ai moti peculiari (effetto Doppler) sia una dovuta all'espansione dell'universo. Quest'ultimo dipende dalla velocità di regressione con una modalità che varia a seconda del modello scelto per descrivere l'espansione stessa, il che è notevolmente diverso da come il redshift Doppler dipenda dalla velocità locale. Nel descrivere come il redshift si originasse dall'espansione dell'universo, Edward Robert Harrison disse: "La luce lascia una galassia, la quale è stazionaria nella sua regione locale dello spazio, e alla fine viene ricevuta da osservatori anch'essi stazionari nella propria locale regione di spazio. Tra la galassia e l'osservatore la luce attraversa vaste regioni in cui lo spazio è in espansione. Come conseguenza, tutte le lunghezze d'onda della luce aumentano a causa dell'espansione stessa."
La letteratura spesso utilizza l'espressione "Redshift Doppler" invece di "Redshift cosmologico" per descrivere il redshift delle galassie causato dall'espansione dello spazio-tempo, ma il redshift cosmologico non può essere ricavato sfruttando le equazioni dell'effetto Doppler relativistico (relatività ristretta); così infatti {\displaystyle v>c} è proibito, mentre è possibile per il redshift cosmologico, perché lo spazio che separa gli oggetti può espandersi più velocemente della luce. Matematicamente, il punto di vista secondo il quale "le galassie distanti si allontanino" o il punto di vista secondo cui "lo spazio tra le galassie sia in espansione" è semplicemente un fatto di cambio di coordinate e richiede l'utilizzo della metrica di Friedmann-Robertson-Walker.
Se l'universo si stesse contraendo invece che espandendo allora non vedremmo le galassie distanti spostate verso il rosso bensì verso il blu.

### Redshift gravitazionale

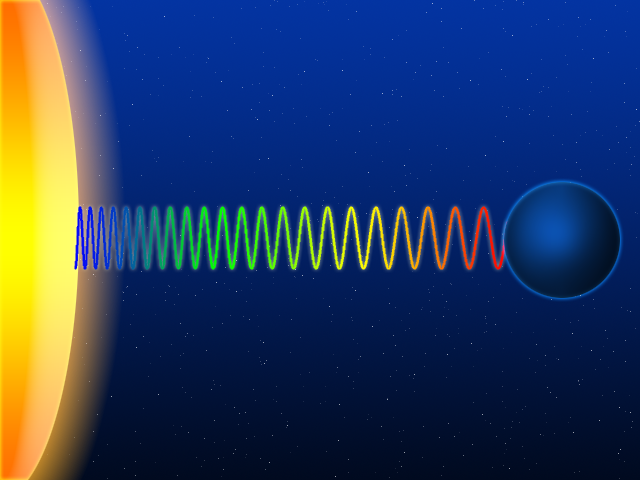
Rappresentazione grafica di uno spostamento verso il rosso dovuto ad effetti gravitazionali

La teoria della relatività generale prevede la dilatazione del tempo in un pozzo gravitazionale. Ciò va sotto il nome di Redshift gravitazionale o Redshift di Einstein.
I redshift gravitazionali furono proposti come spiegazione del redshift dei quasar negli anni sessanta, ma oggi questa spiegazione è rifiutata dalla maggior parte degli astrofisici.
Si può ricavare una prima formula approssimata del redshift gravitazionale a partire dall'espressione dell'energia potenziale gravitazionale
{\displaystyle U(r)={\frac {GMm}{r}}}
e dalla definizione di redshift gravitazionale, secondo la quale un fotone che emerge dal campo gravitazionale, prodotto per esempio da una stella, perde energia e quindi presenta uno spostamento verso il rosso che dipende dalla intensità del campo gravitazionale misurata nel punto in cui si trova il fotone.
Dall'espressione relativistica dell'energia
{\displaystyle \ E=mc^{2}=h\nu }
si ricava l'ipotetica massa equivalente del fotone:
{\displaystyle m={\frac {h\nu }{c^{2}}}}
da cui si ricava l'espressione dell'energia di un fotone in un campo gravitazionale:
{\displaystyle U_{f}(r)={\frac {GMh\nu }{rc^{2}}}}
Quindi, un fotone prodotto per esempio sulla superficie di una stella di massa M, che si muove ad una distanza r nel campo gravitazionale della stessa, avrà un'energia pari alla differenza fra quella iniziale, si pone {\displaystyle E=h\nu }, e quella dissipata nel campo gravitazionale {\displaystyle U_{f}}:
{\displaystyle h\nu '=h\nu -U_{f}(r)=h\nu \left[1-{\frac {GM}{rc^{2}}}\right]}
da cui l'espressione dell'effetto doppler gravitazionale:
{\displaystyle \nu '=\nu \left[1-{\frac {GM}{rc^{2}}}\right]}
da cui quella del redshift gravitazionale:
{\displaystyle z={\frac {GM}{rc^{2}}}}
In realtà, la derivazione teorica di tale effetto discende dalla soluzione di Schwarzschild delle equazioni di campo di Einstein e conduce alla seguente formula (esatta) del redshift associata ad un fotone che viaggia in un campo gravitazionale generato da una massa a simmetria sferica, irrotazionale e priva di carica
{\displaystyle 1+z={\frac {1}{\sqrt {1-{\frac {2GM}{rc^{2}}}}}},}
dove
- {\displaystyle G} è la costante gravitazionale
- {\displaystyle M} è la massa del corpo che ha generato il campo gravitazionale
- {\displaystyle r} è la coordinata radiale della sorgente (analogo alla distanza classica dal centro dell'oggetto, ma è a tutti gli effetti una coordinata di Schwarzschild)
- {\displaystyle c} è la velocità della luce

La soluzione ottenuta partendo dall'energia potenziale gravitazionale coincide con lo sviluppo di Taylor arrestato al primo ordine per la variabile
{\displaystyle x={\frac {GM}{rc^{2}}}\qquad {\text{per }}x\approx 0},
Si può arrivare all'equazione esatta anche attraverso la relatività ristretta e l'assunzione del principio di equivalenza, senza ricorrere alla teoria della relatività generale.
L'effetto prodotto è davvero piccolo, ma misurabile sulla Terra attraverso l'effetto Mössbauer e fu rilevato per la prima volta nell'esperimento di Pound–Rebka. In ogni caso, è vicino ad un buco nero, e in particolare all'avvicinarsi di un oggetto all'orizzonte degli eventi, che il redshift diventa infinito.

## Osservazioni in astronomia
Il redshift osservato in astronomia può essere misurato perché gli spettri di emissione e assorbimento degli atomi sono distinti e a noi ben noti grazie ad esperimenti spettroscopici. Quando si effettua la misura del redshift di linee di emissione e assorbimento di un singolo oggetto astronomico si trova che {\displaystyle z} è sorprendentemente costante. Ciò può essere spiegato, sebbene oggetti distanti risultino confusi e le linee leggermente allargate, attraverso movimenti termici o meccanici della sorgente. Per queste e altre ragioni, gli astronomi concordano nell'affermare che il redshift che viene osservato è dovuto alla combinazione delle tre forme descritte di redshift. Altre ipotesi o tentativi di spiegazioni non sono in genere considerati plausibili.
Una misura di spettroscopia richiede una sufficiente intensità luminosa misurata, quindi in molti casi ci deve accontentare di una misura fotometrica, che rileva la luminosità degli oggetti lontani attraverso dei filtri ottici e quindi può essere utilizzata anche per sorgenti di debole intensità. Se quindi gli unici dati a disposizione sono fotometrici (come ad esempio il Campo profondo di Hubble o il Campo ultra profondo di Hubble) gli astronomi fanno affidamento su una tecnica per la misura di redshift fotometrici; in tal caso, per via di vari fattori, tra cui la necessaria assunzione della natura dello spettro alla sorgente, gli errori possono arrivare anche a {\displaystyle \delta z=0.5}, e sono molto meno affidabili rispetto alle misure spettroscopiche per le quali è necessario potere campionare un sufficiente intervallo di frequenze (corrispondenti a una sufficiente tonalità di un colore). Tuttavia la fotometria ci permette almeno di avere una caratterizzazione qualitativa di un redshift.

### Osservazioni locali
Per gli oggetti all'interno della Via Lattea gli spostamenti osservati sono sempre in relazione alla componente della velocità del corpo lungo la congiungente l'osservatore e il corpo stesso. Tali spostamenti verso il rosso e il blu hanno permesso agli astronomi di misurare velocità e di parametrizzare le masse di stelle orbitanti nelle binarie spettroscopiche, come già fece per primo nel 1868 l'astronomo William Huggins. Allo stesso modo, i piccoli redshift e blueshift rilevati nelle misure spettroscopiche concernenti una singola stella hanno fatto sì che gli astronomi potessero studiare la presenza di sistemi planetari attorno ad altre stelle, oltre che effettuare misure differenziali di redshift molto dettagliate durante i transiti planetari per determinare precisi parametri orbitali.
Altre misure estremamente dettagliate di spostamento verso il rosso sono sfruttate in eliosismologia per studiare in maniera precisa lo spostamento della fotosfera del Sole.
Il redshift è stato usato anche per le prime misure di velocità di rotazione dei pianeti,velocità di nubi interstellari, la rotazione delle galassie e la dinamica dei dischi di accrescimento nelle stelle di neutroni e nei buchi neri che mostrano sia un redshift Doppler che gravitazionale. In aggiunta, la temperatura di vari oggetti che emettono o assorbono può essere ottenuta attraverso misure dell'allargamento Doppler, ossia un redshift o blueshift su una singola linea di emissione o assorbimento. Misurando l'allargamento della riga a 21 cm dell'idrogeno neutro da direzioni differenti gli astronomi hanno ottenuto le velocità di recessione di gas interstellari, le quali a loro volta forniscono la velocità di rotazione della Via Lattea. Misure simili sono state effettuate su altre galassie come Andromeda.

### Osservazioni extragalattiche

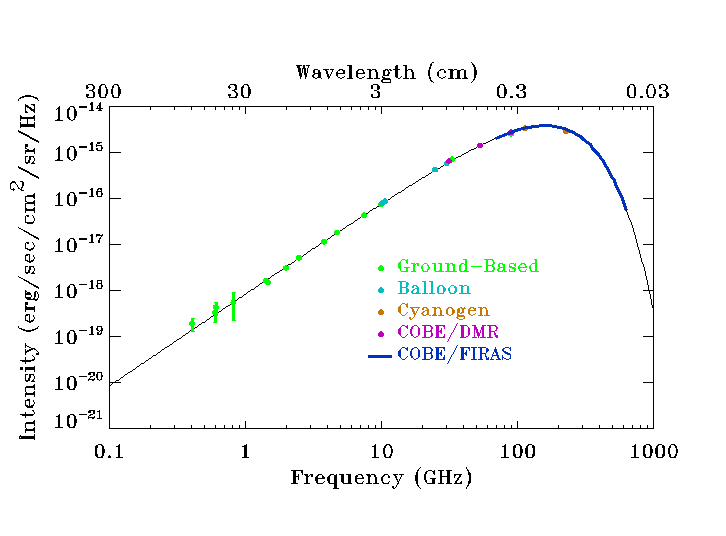
Il grafico mostra un insieme di misure della radiazione cosmica di fondo (punti colorati) paragonate alla curva teorica di emissione di un corpo nero. I vari colori indicano le varie misure effettuate. I dati sperimentali sono in perfetto accordo con la curva di corpo nero.

Gli oggetti più lontani mostrano uno spostamento verso il rosso maggiore in accordo alla legge di Hubble. Il redshift più elevato, corrispondente alla distanza più grande e alla età più vecchia è quello della radiazione cosmica di fondo, con un valore di circa {\displaystyle z=1089} ({\displaystyle z=0} corrisponde al presente) e mostra lo stato dell'Universo circa 13,8 miliardi di anni fa , cioè 379000 anni dopo il momento iniziale del Big Bang.
Per galassie più distanti di quelle del Gruppo Locale, ma entro un migliaio di megaparsec, lo spostamento verso il rosso è approssimativamente proporzionale alla loro distanza, un fatto scoperto da Edwin Hubble e conosciuto come legge di Hubble. Poiché lo spostamento verso il rosso è causato dal movimento della sorgente (o dall'espansione dello spazio che separa osservatore e sorgente), il significato è che più distanti sono le galassie, più velocemente si allontanano da noi.
La legge di Hubble è una relazione lineare tra distanza e redshift, ma assume che la velocità di espansione dell'Universo sia costante. Quando l'Universo era più giovane la velocità di espansione (e quindi la "costante" di Hubble) era più grande. Quindi, per le galassie più distanti, la cui luce ha dovuto viaggiare per molto più tempo per giungere fino a noi, l'approssimazione di velocità di espansione costante va a decadere e la legge di Hubble diventa una relazione integrale non lineare e dipendente dalla storia della velocità di espansione a partire dall'emissione della luce dalla galassia in questione. Si possono dunque sfruttare le osservazioni della relazione distanza-spostamento verso il rosso per determinare la storia di espansione dell'Universo e quindi il contenuto di materia ed energia.
Sebbene si creda che la velocità di espansione dell'Universo sia andata continuamente diminuendo dal Big Bang, recenti osservazioni della relazione sopra citata suggeriscono che, in tempi relativamente recenti, tale velocità abbia addirittura iniziato ad aumentare.

### Redshift più alti
Attualmente gli oggetti noti che presentano i più alti spostamenti verso il rosso sono le galassie e i corpi che producono esplosioni di raggi gamma.
I dati più affidabili sono quelli spettroscopici e il più alto spostamento verso il rosso confermato, ottenuto con rilevazioni spettroscopiche, è quello della galassia GN-z11, e vale {\displaystyle z=11.1}, corrispondente a 400 milioni di anni dopo il Big Bang. Il record precedente è di UDFy-38135539, con {\displaystyle z=8.6}, ossia 600 milioni di anni dopo il Big Bang.

La quasar più distante conosciuta fino al 2017, ULAS J1120+0641, ha un redshift di {\displaystyle z=7.1}. Mentre la quasar scoperta da Eduardo Bañados della Carnegie Institution for Science, di Pasadena in California, e colleghi di una collaborazione internazionale, tra i quali anche Roberto Decarli dell’Istituto nazionale di astrofisica di Bologna, ULAS J1342+0928, ha un redshift di {\displaystyle z=7.54}.

Gli EROs (extremely red objects), ossia oggetti estremamente rossi sono sorgenti astronomiche di radiazioni che emettono nel rosso e nel vicino infrarosso. Possono essere galassie starbust o galassie ellittiche molto spostate verso il rosso con una popolazione stellare molto più vecchia (e quindi più verso il rosso). Gli oggetti più rossi degli EROs sono chiamati HEROs (Hyper extremely red objects).
Ci sono eventi caratterizzati da redshift elevatissimi previsti dai fisici, ma non rilevati fino ad ora, come la radiazione cosmica di fondo di neutrini, proveniente da circa due secondi dopo il Big Bang (a cui corrisponde un redshift {\displaystyle z>10^{10}}) e la radiazione cosmica di fondo gravitazionale ({\displaystyle z>10^{25}}).

## Effetti dall'ottica fisica o dal trasferimento radiativo
Le interazioni e i fenomeni studiati nella fisica ottica e nel trasferimento radiativo possono produrre delle modifiche nelle lunghezze d'onda e nelle frequenze della radiazione elettromagnetica. Tali cambiamenti sono da ricondurre ad un vero e proprio trasferimento di energia a porzioni di materia o ad altri fotoni, e possono essere originati da effetti di coerenza o dalla dispersione della radiazione elettromagnetica sia da particelle elementari cariche che da fluttuazioni nell'indice di rifrazione in un dielettrico come accade nel fenomeno del whistler.
A volte si fa riferimento a tali fenomeni come spostamenti verso il rosso o verso il blu; ciononostante, in astrofisica le interazioni tra luce e materia che producono un trasferimento di energia del campo elettromagnetico vengono classificate come fenomeni di "arrossamento" (in inglese "reddening") piuttosto che come redshift, con cui si descrive tutta la gamma di fenomeni trattati fino ad ora.
Nell'astronomia interstellare è possibile vedere un arrossamento dello spettro del visibile a causa di un processo chiamato arrossamento interstellare; in maniera analoga lo scattering di Rayleigh è responsabile sia del colore blu del cielo che del colore rosso che assumono nuvole e altri oggetti durante l'alba o il tramonto. In questi casi non si è in presenza di uno spostamento verso il rosso perché, negli oggetti "arrossati", le linee spettroscopiche non sono spostate verso altre lunghezze d'onda; inoltre c'è un'ulteriore attenuazione e distorsione della luce a causa di un processo di scattering dei fotoni.

## Implicazioni cosmologiche
Lo spostamento verso il rosso è stato il primo e più longevo strumento d'indagine cosmologica a disposizione di fisici e astronomi: ha permesso di misurare l'Universo, di valutarne l'accelerazione, l'età e la densità media. Ha permesso di elaborare lo scenario di universo in espansione attualmente visto come standard, il quale, estrapolato indietro nel tempo, porta a una singolarità, un punto nel tempo dove tutte le distanze erano nulle. La teoria che descrive questi avvenimenti è quella del Big Bang. Si pensa però che una teoria, ancora sconosciuta, della gravità quantistica inizierebbe ad operare prima che le distanze diventino precisamente zero. Ad esempio, nella teoria delle stringhe, al di sotto della lunghezza di Planck pari a circa {\displaystyle 10^{-35}\ {\text{m}}}, la repulsione tra le stringhe stesse diventa più alta di qualsiasi effetto gravitazionale.
Sempre grazie al redshift sono state accettate dalla maggior parte della comunità scientifica le teorie dell'inflazione. Tuttavia, i dati della missione WMAP hanno rivelato, nelle armoniche della radiazione di fondo, valori stranamente bassi per le armoniche di quadrupolo e ottupolo, e per quelle di ordine 40 e 200, oltre all'allineamento delle prime due con parametri terrestri, del sistema solare e dell'ammasso locale. Queste anomalie sono imputabili ad errori di misurazione, ad assorbimenti non considerati o ad un fenomeno sconosciuto. Gli errori sembrano esclusi dal parziale conforto delle anomalie nei dati di COBE, anche se migliori stime si avranno con le prossime missioni. Ugualmente i fenomeni di assorbimento locali, per varie ragioni, sembrano da escludere. L'indagine resta quindi aperta, e non si esclude la revisione dei modelli cosmologici attuali.

### Ilredshifte la variazione delle costanti fisiche
Un'interessante considerazione è che, al momento attuale, le righe spettrali sono state finora misurate in maniera relativa, e non assoluta. Alcuni fisici hanno però fatto notare che misurazioni assolute delle righe spettrali potrebbero rivelare eventuali cambiamenti in α, la costante di struttura fine: se questa fosse variata nel tempo, alcune righe tipiche di assorbimento sarebbero a frequenze inferiori, altre a frequenze maggiori, e inoltre alcune righe multiple avrebbero differenti spaziature; questo comportamento sarebbe dunque un'ottima prova della variazione di α. Nel 2005 le prime misurazioni al riguardo hanno dato risultati contrastanti e la questione resta aperta.